# Eubosmina maritima
Eubosmina maritima är en kräftdjursart som först beskrevs av P. E. Müller 1867.  Eubosmina maritima ingår i släktet Eubosmina och familjen Bosminidae. Inga underarter finns listade i Catalogue of Life.